# Mimobarathra antonito
Mimobarathra antonito là một loài bướm đêm trong họ Noctuidae.